# Suhomlînove, Berezivka
Suhomlînove (în ucraineană Сухомлинове) este un sat în comuna Ivanivka din raionul Berezivka, regiunea Odesa, Ucraina.

## Demografie
Componența lingvistică a localității Suhomlînove
     Ucraineană (83,79%)
     Română (10,67%)
     Rusă (4,74%)
     Alte limbi (0,4%)
Conform recensământului din 2001, majoritatea populației localității Suhomlînove era vorbitoare de ucraineană (83,79%), existând în minoritate și vorbitori de română (10,67%) și rusă (4,74%).